# Goede Waar & Co
GoedeWaar.nl is een stichting die zich inzet voor een duurzame ontwikkeling van de maatschappij. Ze stimuleert mens-, dier- en milieuvriendelijk consumeren. 

## Historie
In 1982 is de vereniging opgericht als: 'Vereniging voor gebruikers van Ekologische Producten'. Deze naam veranderde al snel: tot 2002 heette Goede Waar & Co 'De Alternatieve Konsumentenbond' (AKB).
In 1986 stond de AKB aan de wieg van het EKO-keurmerk.
In 2010 is GoedeWaar & Co een stichting geworden en is de naam gewijzigd in GoedeWaar.nl.

## Werkterrein
GoedeWaar.nl onderzoekt producten op duurzaamheid, zowel sociale duurzaamheid, ecologische duurzaamheid als economische duurzaamheid. GoedeWaar.nl heeft op haar website een checker waarin zichtbaar is welke producten duurzaam zijn, in welke mate en op welke duurzaamheidsgebieden.